# 爱人的谎言
《爱人的谎言》，本剧是由浙江金溪影视有限公司、上海时创影视有限公司、东阳古丽影视文化有限公司联合出品的2016暖心家庭剧，由贾青、张晓龙、王子、藍盈瑩、陈若轩、曹曦月主演。于2015年7月17日在江苏苏州正式开拍，2015年10月8日在江苏苏州全剧杀青。于2016年2月24日浙江卫视上星播出，3月10日在深圳卫视上星播出。  网路在线播放平台乐视网。台灣由friDay影音自2023年10月27日起播出

## 播出平台
| 頻道                                | 所在地   | 播映日期       | 播出時間                  | 備註       |
| 愛奇藝台灣站 （页面存档备份，存于） | 臺灣     | 2016年2月24日  | 24:00                     |            |
| 乐视网                              | 中国     | 2016年2月24日  | 待定                      |            |
| 浙江卫视                            | 中国     | 2016年2月24日  | 19:30                     | 中国蓝剧场 |
| 深圳卫视                            | 中国     | 2016年3月10日  | 19:30                     | 黄金剧场   |
| ntv7                                | 马来西亚 | 2016年12月21日 | 13:30－14:30              |            |
| now華劇台                           | 香港     | 2018年12月8日  | 每週六至週日 21:35－22:35 | 兩集連播   |

## 劇情
童四季（贾青 飾）自幼父母离世，带着一双弟妹，承担起了家庭的重担。为更好的补贴家用，四季四处兼差打工，认识了远先百货继承人易弈（张晓龙 飾）。在工作的接触中，两人情愫互生。
易弈之母杜鹃（林静 飾）发现，四季真实身份为福康百货程康生之女，而康生会与四季之母误会分离，全为杜鹃欺骗所致，后康生不得已与带着小易弈的杜鹃商业联姻。
为阻止真相败露，杜鹃谎称易弈与四季为同父异母的姐弟。易弈痛苦不堪，为此说谎不爱四季，并与一直喜欢自己的四季妹妹小夏（蓝盈莹 飾）订婚。
但在婚礼现场，康生看到小夏与四季之母的照片，追问之下，终于得知真相，四季与康生父女相认，杜鹃为谎言付出了巨大的代价。
易弈在得知一切事实之后，也终于体会到四季的自尊与坚强，决心重新追求四季，两人开始了一段新的人生旅程。

## 演員

### 主演
| 演员                | 角色        | 配音                | 备注 |
| 贾青 少年：柴蔚     | 童四季      | 张琦 少年：陈奕雯   | 流落在外的集团千金，童四季很独立、细腻、有责任感，是一个十分暖心、励志的人，她自幼父母离世，带着一双弟妹，承担家庭重担，并通过不懈努力让家人过上了幸福生活。                                                   |
| 张晓龙 少年：刘志宏 | 易弈        | 赵路                | 恃才傲物的冷面总裁，远先百货继承人易弈，喜欢童四季，与童四季姐妹有一段剪不断理还乱的感情纠葛。 |
| 王子 少年：周奇     | 向阳        | 曹真                | 福康食品CEO向总。成熟稳重的大众情人，喜欢童四季但她並對他沒有意思，所以只能夠默默守護童四季。 |
| 藍盈瑩 少年：顧語涵 | 童小夏 夏琳 | 杨梦露 少年：张安琪 | 四季同母异父的妹妹，与童小秋是双胞胎姐弟。爱慕虚荣的孤独公主，喜欢向陽，天生丽质的她却总被人当做是这个富裕家庭的亲生女，看似美好的未来即将开始，随着一个很久以前的秘密被一点点揭开，童小夏又将落入命运的深渊。 |

### 其他演員
| 演员                | 角色        | 配音                | 备注 |
| 林静                | 杜鹃        | 范楚绒              | 易弈的母親 |
| 高宏亮              | 易正华 萧凯 |                     | 易奕的父亲 |
| 付嘉                | 关宇        |                     | 易奕的特助 |
| 沈浮                | 程定雄      |                     | 程慷升的父亲，童四季的爷爷，程卉卉的外公。 |
| 蔡纲                | 梁文        |                     | 程卉卉的父亲，程家的入赘女婿，对岳父怀恨在心。何花奶奶的兒子。 |
| 荣蓉                | 程连心      |                     | 程卉卉的母亲。 |
| 傅晓娜              | 何花奶奶    |                     | 梁文的母亲，与程家有仇。魏小宝的外婆。程卉卉的奶奶。 |
| 曹曦月              | 程卉卉      | 陈奕雯              | 表面跋扈内心善良的美少女。何花奶奶的孙女。 |
| 席俪桐              | 张忆雪      |                     | 童四季、童小秋和童小夏的母亲。 |
| 陈若轩 少年：边程   | 童小春      | 孙晔 少年：朱祎     | 童四季的堂弟，童小冬同父异母的哥哥。爱帮倒忙的逗比弟弟，童小春是一个性耿直，为爱愿意付出一切的的善良暖男，童小春为了满足患有绝症的卉卉最后的心愿，漫天星空下卉卉在童小春怀抱中，卉卉安然离去。                                 |
| 徐開騁 少年：叶恺文 | 童小秋      | 刘垚 少年：周一菡   | 四季同母异父的弟弟，与童小夏是双胞胎姐弟。沉穩內斂，聰明俊秀，早熟憂鬱。因母親早年病逝，從小就立志要當一位好醫生，一直勤奮努力，如願考上醫學院，也背負全家人的期待，卻因一場意外造成聽力缺失，使他朝夢想前進的路面臨重大困境。 |
| 陈泇文 童年：曹博轩 | 童小冬      | 周一菡 少年：陈奕雯 | 童四季的堂妹，童小春同父异母的妹妹。 |
| 苗雅宁              | 魏小宝      |                     | 何花奶奶的外孙 |
| 施艳文              | 叶苗苗      | 朱祎                | 单纯善良的护士，对来醫院实习的童小秋一见钟情，一直默默帮助和照顾他，即使後來小秋因聽力問題一度灰心喪志，她仍然没有放弃，反而加倍对小秋好，帮小秋重新找回自我，最終也收穫了自己的愛情。                                         |
| 高凯元              | Jason       |                     | 由暖男为爱一步步迈入恶魔深渊的小少爷 |
| 王芳                | 梅乐蒂      |                     | 小夏的好友 |

## 劇集意念
屆姐妹劇《妻子的謊言》後，該劇將角色的複雜關係再作伸展，簡潔俐落的鏡頭都令跌宕起伏的劇情昇華與富有層次。劇中的父輩年輕時代，四季的生父程慷升遭遇車禍失憶，因誤會與四季之母分離，之後又不得已與帶着小易奕的杜鵑商業聯姻。故事將上一代的孽緣鋪陳，也使得下一輩的恩怨情仇更加合理，亦反映出都市生活的人與人相處也避不開醞釀誤會，繼而產生恩恩怨怨。
劇中亦包含商業、職場、家庭和社會元素，類同於大眾的生活環境之中，貼地的情節、主角的當中的小確幸令人產生共鳴。冰釋前嫌的大團圓結局，倡導以家人為重的價值觀和勵志的都市情感符合當時的社會價值觀。

## 電視原聲帶
| 曲序 | 曲目                          | 词曲   | 演唱   |
| ---- | ----------------------------- | ------ | ------ |
| 1.   | 《愛的謊言》（片头曲）        | 林劲松 | 朱培德 |
| 2.   | 《如果牵手》（片尾曲）        |        | 贾青   |
| 3.   | 《每一分每一秒》（插曲）      |        | 王子   |
| 4.   | 《Never say goodbye》（插曲） |        | 杨珏婷 |
| 5.   | 《不再说再见》（插曲）        |        | 张靓玫 |

## 拍攝取景
- 苏州
- 69阁
- 金鸡湖
- 明基医院
- 斜塘老街
- 北桥街区
- 圆融商圈
- 木渎古镇
- 独墅湖高教区
- 相城乐澄花园
- 无锡市盛岸西路
- 美罗百货新区店
- 独墅湖永安桥派出所
- 雅诗阁万科美好广场
- 高新区有轨电车1号线

## 製作團隊
- 导演：余中和、林宏杰
- 副导演：马锐
- 制片人：冯议贤、叶晗君
- 编剧：施怡寧、徐磊瑄、王卉竺、李婉榕
- 编剧统筹：葉瀞嬬
- 出品人：赵依芳
- 出品公司：浙江金溪影视、古丽影视、上海时创影视

## 收視率
由csm数据参考而来，收视率包括全天收视指数和市场(收视)份额参数
| 平台     | 平均收视率 | 平均收视份额 | 备注 |
| 湖南卫视 | 0.832      | --           |      |

## 制作
2015年7月17日在江苏苏州举行开机仪式，并在2015年10月8日正式杀青。

## 電視劇的變遷
| 中国浙江卫视 中国蓝剧场 · 周日至周四每天播出两集 周五至周六每天播出一集 | 中国浙江卫视 中国蓝剧场 · 周日至周四每天播出两集 周五至周六每天播出一集 | 中国浙江卫视 中国蓝剧场 · 周日至周四每天播出两集 周五至周六每天播出一集 |
| ----------------------------------------------------------------------- | ----------------------------------------------------------------------- | ----------------------------------------------------------------------- |
|                                                                         | 爱人的谎言 （2016年2月24日—2016年3月21日）                              |                                                                         |
| 寂寞空庭春欲晚 （2016年2月1日—2016年2月23日）                           | 潜伏在黎明之前 （2016年3月22日—2016年4月17日）                          |                                                                         |

| 马来西亚ntv7 周一至五 13：30 - 14：30     | 马来西亚ntv7 周一至五 13：30 - 14：30      | 马来西亚ntv7 周一至五 13：30 - 14：30 |
| ----------------------------------------- | ------------------------------------------ | ------------------------------------- |
|                                           | 爱人的谎言 （2016年12月21日—2017年3月9日） |                                       |
| 欢乐颂2 （2016年10月24日—2016年12月20日） | 雾锁南洋 （2017年3月10日—2017年4月         |                                       |

| 香港now華劇台 每週六至週日 21:35－23:35（兩集連播） | 香港now華劇台 每週六至週日 21:35－23:35（兩集連播） | 香港now華劇台 每週六至週日 21:35－23:35（兩集連播） |
| --------------------------------------------------- | --------------------------------------------------- | --------------------------------------------------- |
|                                                     | 爱人的谎言 （2018年12月8日－2019年）                |                                                     |
| 鹿鼎記 （2018年9月9日－2018年12月2日）              | （2019年）                                          |                                                     |